# Taphrosphys
Taphrosphys is een geslacht van uitgestorven bothremydide pleurodire schildpadden die werden ontdekt in Angola, Marokko en de Verenigde Staten. Het geslacht bestaat uit de typesoort Platemys sulcatus, en omvat verder Taphrosphys ippolitoi, Taphrosphys congolensis en de dubieuze Taphrosphys dares.
In 1856 benoemde Joseph Leidy een Platemys sulcatus, 'met een trog' voor een schild gevonden bij Tinton Falls, Monmouth County, New Jersey. In 1869 benoemde Edward Drinker Cope, die eerst nog de soort bij Prochonias onderbracht, hiervoor het aparte geslacht Taphrosphys. De geslachtsnaam is afgeleid van het Grieks τάφρος, taphros, 'goot', en φύς, phys, 'spruit' of 'groeisel'.
Het holotype is AMNH 2522, vermoedelijk gevonden in een laag die dateert uit het Maastrichtien. Talrijke fossielen zijn aan de soort toegewezen, ook uit Egypte en Syrië.
Jongere synoniemen zijn Taphrosphys molops Cope, 1869, gebaseerd op specimen AMNH 1472, Taphrosphys leslianus Cope, 1870, gebaseerd op specimen AMNH 1467, Taphrosphys longinuchus Cope, 1870, Taphrosphys longianus COPE, 1870, Prochonias enodis Cope, 1870, Prochonias leglanus Cope, 1870, Taphrosphys dares Hay, 1908, gebaseerd op specimen AMNH 1127, en Amblypeza entellus Hay, 1908 gebaseerd op specimen NJGS 6613.
Een mogelijk geldige soort is Taprosphys strenuus Cope 1869/1870, gebaseerd op specimen NJGS 6613 en verder Taphrosphys nodosus Cope 1870 gebaseerd op specimen AMNH 1480.
Uit de Congo stamt Taphrosphys congolensis Dollo 1912, gebaseerd op specimen MRAC 196.
Uit Marokko is Taphrosphys ippolitoi Gaffney et al. 2006 benoemd, gebaseerd op schedel AMNH 30042.